# Amphiesmoides ornaticeps
Amphiesmoides ornaticeps är en ormart som beskrevs av Werner 1924. Amphiesmoides ornaticeps är ensam i släktet Amphiesmoides som ingår i familjen snokar. IUCN kategoriserar arten globalt som livskraftig. Inga underarter finns listade i Catalogue of Life.
Arten har flera från varandra skilda populationer i sydöstra Kina och Vietnam. Den vistas i kulliga områden och i låga bergstrakter upp till 720 meter över havet. Ormen lever i skogar och i andra områden med träd, bambu eller buskar nära mindre vattendrag. Den jagar groddjur och kanske fiskar. Honor lägger ägg.
Amphiesmoides ornaticeps är med en längd mindre än 75 cm en liten orm.